# Adalberto di Brema
Adalberto (1000 circa – Goslar, 16 marzo 1072) è stato arcivescovo di Amburgo e di Brema.
Figlio del conte palatino di Sassonia Federico I di Goseck, venne nominato da Enrico III nel 1043 arcivescovo di Amburgo-Brema. Nel 1063 si impadronì di Enrico IV e della reggenza dell'impero, ma fu rovesciato dai principi nel 1066.
Adamo di Brema ne scrisse la biografia. Non va confuso con Adalbero di Brema, anch'egli arcivescovo di Brema, ma vissuto circa 75 anni dopo.

## Biografia
Adalberto proveniva da una nobile famiglia sassone, i conti di Goseck sul Saale, strettamente imparentata con i Wettin. Egli fu cresciuto alla scuola del duomo di Halberstadt e divenne prevosto del Duomo nel 1032
Adalberto
Adalberto passava per politico esperto ed ambizioso, tuttavia incline alla vanità e di carattere collerico.
All'imperatore Enrico III egli si legò  con uno stretto rapporto di fiducia (fra l'altro l'arcivescovo mise in guardia i nobili da un attacco mortale dei Billung).
Adalberto fu investito della carica episcopale quale successore di Becelin, di nome Adalbrando, e consacrato arcivescovo da Papa Benedetto IX. Adalberto cercò di istituire ad Amburgo un patriarcato e a seguito di questa richiesta rivendicare un'unica giurisdizione della sua diocesi, il che gli rese acerrimi nemici i signori feudali sassoni, particolarmente i Billung.
Come consigliere dell'imperatore Enrico III egli acquisì una grande influenza sulla politica imperiale e poco prima dell'elezione di Clemente II egli fu persino, per breve tempo, nel 1046, il candidato imperiale al soglio pontificio, ma rifiutò a favore del tentativo di creare un Patriarcato del Nord, con dodici vescovi suffraganei, in Scandinavia, Islanda e Groenlandia. Nel 1056 egli consacrò l'islandese Ísleifur Gissurarson vescovo d'Islanda e Groenlandia.
Gli ambiziosi piani per il Patriarcato fallirono a causa della resistenza opposta dalla Curia che non voleva veder sorgere altre richieste. Come compensazione formale, che però implicava un aumento della sua autorità, papa Leone IX estese il territorio della diocesi fino al Mare glaciale artico e nominò Adalberto legato pontificio. Dal 1056 Adalbertò acquistò grande influenza sul minorenne re Enrico IV (e futuro imperatore del Sacro Romano Impero). Dopo aver partecipato nel 1062 con Annone II, Arcivescovo di Colonia, al colpo di stato di Kaiserswerth da quest'ultimo organizzato, che si concretizzò nel sequestro di Enrico IV, egli scalzò dalla reggenza del Sacro Romano Impero tutti gli altri principi, compreso lo stesso Anno II di Colonia, divenendo nel 1064 l'unico reggente. Nel 1066 tuttavia egli cadde in disgrazia, poiché aveva troppo approfittato del suo potere, avendo voluto arricchire la propria diocesi a scapito dei beni della corona.
Nel perseguimento delle sue idee riguardo al Patriarcato incorse inoltre nella crescente opposizione del papato. La sua forte influenza sul governo dell'impero incontrò anche la resistenza dei principi tedeschi, particolarmente i Billung, che alla fine ottennero la sua deposizione e lo costrinsero a fuggire a Goslar. Nel 1069 egli rientrò a corte e rafforzò Enrico IV nella sua politica di espansione del territorio regio allo Harz Adalberto riuscì a lasciare al suo successore una diocesi più ampia e potente di quando l'aveva ricevuta.
Il cronista Adamo da Brema riferisce ampiamente nelle sue Gesta Hammaburgensis Ecclesiae Pontificum sui risultati da lui ottenuti.
In onore di Adalberto di Brema nel 1940 fu installata una preziosa lastra funeraria nella cripta del Duomo di Brema.